# Dirphys encantadora
Dirphys encantadora är en stekelart som beskrevs av Andrew Polaszek och Hayat 1992. Dirphys encantadora ingår i släktet Dirphys och familjen växtlussteklar.
Artens utbredningsområde är Ecuador. Inga underarter finns listade i Catalogue of Life.